# Huétor Vega
Huétor Vega település Spanyolországban, Granada tartományban. Huétor Vega Granada, Cenes de la Vega, Monachil, Cájar és La Zubia községekkel határos. Lakosainak száma 12 294 fő (2024).

## Népesség
A település népessége az elmúlt években az alábbi módon változott:
| Lakosok száma | 9240 | 10 362 | 10 743 | 11 324 | 11 770 | 11 844 | 11 777 | 12 039 | 12 120 | 12 294 |
|               | 2001 | 2004   | 2006   | 2009   | 2011   | 2014   | 2016   | 2019   | 2021   | 2024   |